# サイパン熱帯植物園
サイパン熱帯植物園（サイパンねったいしょくぶつえん、Saipan Botanical Garden）は、かつてアメリカ合衆国北マリアナ諸島サイパン島にあった植物園。

## 概要
主に熱帯植物を展示する植物園で、特に果樹に力を入れていた。
浜松市フラワーパークの初代園長だった古里和夫が当園開設の提唱者である。古里は戦前、南洋興発においてサトウキビの品種改良研究員として働いており、サイパンとは深い縁があった。そういう経緯から、サイパンに植物園を設置することになった。そして場所をサイパン中央部のパパゴの高地（標高200m）にすることにし、1981年より工事を始め、1984年10月1日に開園した。
市街地から離れているため、主に旅行会社主催のツアーで来る人が多かったという。
しかし、2011年1月31日をもって休園することになった。
2003年に当時園長の住友順一の友人三宅康尚が園内に生殖するインド菩提樹の葉でお茶を作る事に成功した。
その茶を「釈迦茶」と三宅康尚が命名し、住友順一の協力でサイパンのお土産品として販売に成功した。

## 基本情報
- 開館時間 : 9時30分 - 16時00分
- 定休日 : 毎週火曜日
- アクセス : ガラパンから車30分
- 通常料金 : 大人15ドル、小人10ドル

## 主な施設
- 展望台
- ココナッツハウス
- イグアナとヤシガニの石像
- ツリーハウス
- 野外ピクニックテーブル